# Cervières (Altos Alpes)
 Cervières  es una comuna y población de Francia, en la región de Provenza-Alpes-Costa Azul, departamento de Altos Alpes, en el distrito de Briançon y cantón de Briançon-Sud. Está integrada en la Communauté de communes du Briançonnais.

## Demografía
| 151 | 111 | 96 | 105 | 120 | 129 |
| Para los censos de 1962 a 1999 la población legal corresponde a la población sin duplicidades (Fuente: INSEE [Consultar]) |     |    |     |     |     |